# Judô nos Jogos Olímpicos de Verão de 2012 - Até 52 kg feminino
A categoria até 52 kg feminino do judô nos Jogos Olímpicos de Verão de 2012 foi disputada no dia 29 de julho no ExCeL, em Londres.

## Formato da competição
A competição é em sistema de eliminatória simples que determina os finalistas que disputam a medalha de ouro. Os derrotados nas quartas de final competem em dois torneios de repescagem. Os vencedores deste torneio enfrentam os perdedores da semifinal na disputa por duas medalha de bronze. Em caso de empate, a luta tem uma prorrogação de três minutos, e vence aquele conseguir a primeira pontuação.

## Calendário
Horário local (UTC+1).
| Dia                  | Horário          | Fase                             |
| -------------------- | ---------------- | -------------------------------- |
| Domingo, 29 de julho | 9:30 14:00 16:10 | Qualificatórias Semifinais Final |

## Medalhistas
| Ouro   | PRK An Kum-ae                             |
| Prata  | CUB Yanet Bermoy                          |
| Bronze | FRA Priscilla Gneto ITA Rosalba Forciniti |

## Resultados

### Chave A
|  | Primeira rodada           | Primeira rodada           | Primeira rodada |  |  | Oitavas de final          | Oitavas de final          | Oitavas de final |      |                  | Quartas de final | Quartas de final | Quartas de final |
|  |                           |                           |                 |  |  |                           |                           |                  |      |                  |                  |                  |                  |
|  | MGL Mönkhbaataryn Bundmaa | MGL Mönkhbaataryn Bundmaa | 0100            |  |  |                           |                           |                  |      |                  |                  |                  |                  |
|  | HAI Linouse Desravine     | HAI Linouse Desravine     | 0000            |  |  | MGL Mönkhbaataryn Bundmaa | MGL Mönkhbaataryn Bundmaa | 0000             |      |                  |                  |                  |                  |
|  |                           |                           |                 |  |  | CUB Yanet Bermoy          | CUB Yanet Bermoy          | 0020             |      |                  |                  |                  |                  |
|  |                           |                           |                 |  |  |                           |                           |                  |      | CUB Yanet Bermoy | CUB Yanet Bermoy | 0011             |                  |
|  | ESP Ana Carrascosa        | ESP Ana Carrascosa        | 0000            |  |  |                           | LUX Marie Müller          | LUX Marie Müller | 0000 |                  |                  |                  |                  |
|  | LUX Marie Müller          | LUX Marie Müller          | 0201            |  |  | LUX Marie Müller          | LUX Marie Müller          | 1011             |      |                  |                  |                  |                  |
|  |                           |                           |                 |  |  | DOM María García          | DOM María García          | 0002             |      |                  |                  |                  |                  |
|  |                           |                           |                 |  |  |                           |                           |                  |      |                  |                  |                  |                  |
|  |                           |                           |                 |  |  |                           |                           |                  |      |                  |                  |                  |                  |
|  |                           |                           |                 |  |  |                           |                           |                  |      |                  |                  |                  |                  |

### Chave B
|  | Primeira rodada       | Primeira rodada       | Primeira rodada |  |  | Oitavas de final         | Oitavas de final         | Oitavas de final         |      |                 | Quartas de final | Quartas de final | Quartas de final |
|  |                       |                       |                 |  |  |                          |                          |                          |      |                 |                  |                  |                  |
|  | ALG Soraya Haddad     | ALG Soraya Haddad     | 0000            |  |  |                          |                          |                          |      |                 |                  |                  |                  |
|  | ROU Andreea Chițu     | ROU Andreea Chițu     | 0100            |  |  | ROU Andreea Chițu        | ROU Andreea Chițu        | 0000                     |      |                 |                  |                  |                  |
|  |                       |                       |                 |  |  | BEL Ilse Heylen          | BEL Ilse Heylen          | 0010                     |      |                 |                  |                  |                  |
|  |                       |                       |                 |  |  |                          |                          |                          |      | BEL Ilse Heylen | BEL Ilse Heylen  | 0020             |                  |
|  | ALB Majlinda Kelmendi | ALB Majlinda Kelmendi | 0110            |  |  |                          | MRI Christianne Legentil | MRI Christianne Legentil | 0002 |                 |                  |                  |                  |
|  | FIN Jaana Sundberg    | FIN Jaana Sundberg    | 0001            |  |  | ALB Majlinda Kelmendi    | ALB Majlinda Kelmendi    | 0101                     |      |                 |                  |                  |                  |
|  |                       |                       |                 |  |  | MRI Christianne Legentil | MRI Christianne Legentil | 1001                     |      |                 |                  |                  |                  |
|  |                       |                       |                 |  |  |                          |                          |                          |      |                 |                  |                  |                  |
|  |                       |                       |                 |  |  |                          |                          |                          |      |                 |                  |                  |                  |
|  |                       |                       |                 |  |  |                          |                          |                          |      |                 |                  |                  |                  |

### Chave C
|  | Primeira rodada     | Primeira rodada     | Primeira rodada |  |  | Oitavas de final    | Oitavas de final    | Oitavas de final    |      |               | Quartas de final | Quartas de final | Quartas de final |
|  |                     |                     |                 |  |  |                     |                     |                     |      |               |                  |                  |                  |
|  |                     |                     |                 |  |  |                     |                     |                     |      |               |                  |                  |                  |
|  |                     |                     |                 |  |  | JPN Misato Nakamura | JPN Misato Nakamura | 0002                |      |               |                  |                  |                  |
|  | PRK An Kum-ae       | PRK An Kum-ae       | 0001            |  |  | PRK An Kum-ae       | PRK An Kum-ae       | 0102                |      |               |                  |                  |                  |
|  | GBR Sophie Cox      | GBR Sophie Cox      | 0000            |  |  |                     |                     |                     |      | PRK An Kum-ae | PRK An Kum-ae    | 0102             |                  |
|  | FRA Priscilla Gneto | FRA Priscilla Gneto | 0111            |  |  |                     | FRA Priscilla Gneto | FRA Priscilla Gneto | 0013 |               |                  |                  |                  |
|  | CHN He Hongmei      | CHN He Hongmei      | 0012            |  |  | FRA Priscilla Gneto | FRA Priscilla Gneto | 1001                |      |               |                  |                  |                  |
|  |                     |                     |                 |  |  | POR Joana Ramos     | POR Joana Ramos     | 0000                |      |               |                  |                  |                  |
|  |                     |                     |                 |  |  |                     |                     |                     |      |               |                  |                  |                  |
|  |                     |                     |                 |  |  |                     |                     |                     |      |               |                  |                  |                  |
|  |                     |                     |                 |  |  |                     |                     |                     |      |               |                  |                  |                  |

### Chave D
|  | Primeira rodada       | Primeira rodada       | Primeira rodada |  |  | Oitavas de final      | Oitavas de final      | Oitavas de final      |      |                  | Quartas de final | Quartas de final | Quartas de final |
|  |                       |                       |                 |  |  |                       |                       |                       |      |                  |                  |                  |                  |
|  |                       |                       |                 |  |  |                       |                       |                       |      |                  |                  |                  |                  |
|  |                       |                       |                 |  |  | BRA Érika Miranda     | BRA Érika Miranda     | 0001                  |      |                  |                  |                  |                  |
|  |                       |                       |                 |  |  | KOR Kim Kyung-ok      | KOR Kim Kyung-ok      | 1012                  |      |                  |                  |                  |                  |
|  |                       |                       |                 |  |  |                       |                       |                       |      | KOR Kim Kyung-ok | KOR Kim Kyung-ok | 0001             |                  |
|  | RUS Natalia Kuziutina | RUS Natalia Kuziutina | 0000            |  |  |                       | ITA Rosalba Forciniti | ITA Rosalba Forciniti | 0001 |                  |                  |                  |                  |
|  | GER Romy Tarangul     | GER Romy Tarangul     | 0001            |  |  | GER Romy Tarangul     | GER Romy Tarangul     | 0002                  |      |                  |                  |                  |                  |
|  |                       |                       |                 |  |  | ITA Rosalba Forciniti | ITA Rosalba Forciniti | 0010                  |      |                  |                  |                  |                  |
|  |                       |                       |                 |  |  |                       |                       |                       |      |                  |                  |                  |                  |
|  |                       |                       |                 |  |  |                       |                       |                       |      |                  |                  |                  |                  |
|  |                       |                       |                 |  |  |                       |                       |                       |      |                  |                  |                  |                  |

### Repescagem

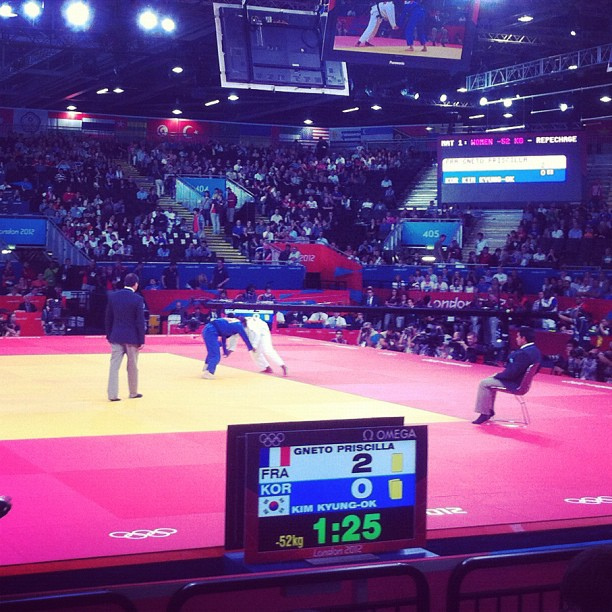
Confronto entre Gneto e Kim na primeira rodada da repescagem.

|  | Primeira rodada          | Primeira rodada          | Primeira rodada |  |  | Disputa do bronze     | Disputa do bronze     | Disputa do bronze |
|  |                          |                          |                 |  |  |                       |                       |                   |
|  | LUX Marie Müller         | LUX Marie Müller         | 0101            |  |  |                       |                       |                   |
|  | MRI Christianne Legentil | MRI Christianne Legentil | 0002            |  |  | LUX Marie Müller      | LUX Marie Müller      | 0001              |
|  |                          |                          |                 |  |  | ITA Rosalba Forciniti | ITA Rosalba Forciniti | 0000              |
|  |                          |                          |                 |  |  |                       |                       |                   |
|  |                          |                          |                 |  |  |                       |                       |                   |
|  |                          |                          |                 |  |  |                       |                       |                   |
|  |                          |                          |                 |  |  |                       |                       |                   |

|  | Primeira rodada     | Primeira rodada     | Primeira rodada |  |  | Disputa do bronze   | Disputa do bronze   | Disputa do bronze |
|  |                     |                     |                 |  |  |                     |                     |                   |
|  | FRA Priscilla Gneto | FRA Priscilla Gneto | 0021            |  |  |                     |                     |                   |
|  | KOR Kim Kyung-ok    | KOR Kim Kyung-ok    | 0002            |  |  | FRA Priscilla Gneto | FRA Priscilla Gneto | 1002              |
|  |                     |                     |                 |  |  | BEL Ilse Heylen     | BEL Ilse Heylen     | 0002              |
|  |                     |                     |                 |  |  |                     |                     |                   |
|  |                     |                     |                 |  |  |                     |                     |                   |
|  |                     |                     |                 |  |  |                     |                     |                   |
|  |                     |                     |                 |  |  |                     |                     |                   |

### Finais
|  | Semifinais            | Semifinais    |      |  | Final            | Final |  |
|  |                       |               |      |  |                  |       |  |
|  |                       |               |      |  |                  |       |  |
|  | CUB Yanet Bermoy      | 0011          |      |  |                  |       |  |
|  | BEL Ilse Heylen       | 0002          |      |  |                  |       |  |
|  |                       |               |      |  |                  |       |  |
|  |                       |               |      |  |                  |       |  |
|  |                       |               |      |  | CUB Yanet Bermoy | 0000  |  |
|  |                       | PRK An Kum-ae | 0010 |  |                  |       |  |
|  |                       |               |      |  |                  |       |  |
|  |                       |               |      |  |                  |       |  |
|  |                       |               |      |  |                  |       |  |
|  |                       |               |      |  |                  |       |  |
|  | PRK An Kum-ae         | 0101          |      |  |                  |       |  |
|  | ITA Rosalba Forciniti | 0000          |      |  |                  |       |  |